# ألبرت هولمز (لاعب كرة قدم)
ألبرت هولمز (بالإنجليزية: Albert Holmes)‏ (1 يناير 1885 في المملكة المتحدة - ) هو لاعب كرة قدم بريطاني (وحمل سابقاً جنسية المملكة المتحدة لبريطانيا العظمى وأيرلندا) في مركز الهجوم. لعب مع كوفنتري سيتي ونادي بورتسموث ونادي تشيسترفيلد ونوتينغهام فورست وهارت أوف ميدلوثيان ونادي نيلسون.